# Juliana Terao
Juliana Sayumi Terao (ur. 12 lipca 1991) – brazylijska szachistka, mistrzyni międzynarodowa od 2012 roku.

## Kariera szachowa
W 2011 roku zdobyła mistrzostwo Ameryki Południowej do lat 20 kobiet w Tarija w Boliwii. Siedmiokrotnie reprezentowała Brazylię w olimpiadzie szachowej w 2008, 2010, 2012, 2014, 2016, 2018 i 2022 roku. Jest sześciokrotną mistrzynią Brazylii: w 2012 roku i latach 2015-2019.
Najwyższy ranking w dotychczasowej karierze osiągnęła 1 marca 2017 roku, z wynikiem 2311 punktów.